# 不倫瑞克大教堂

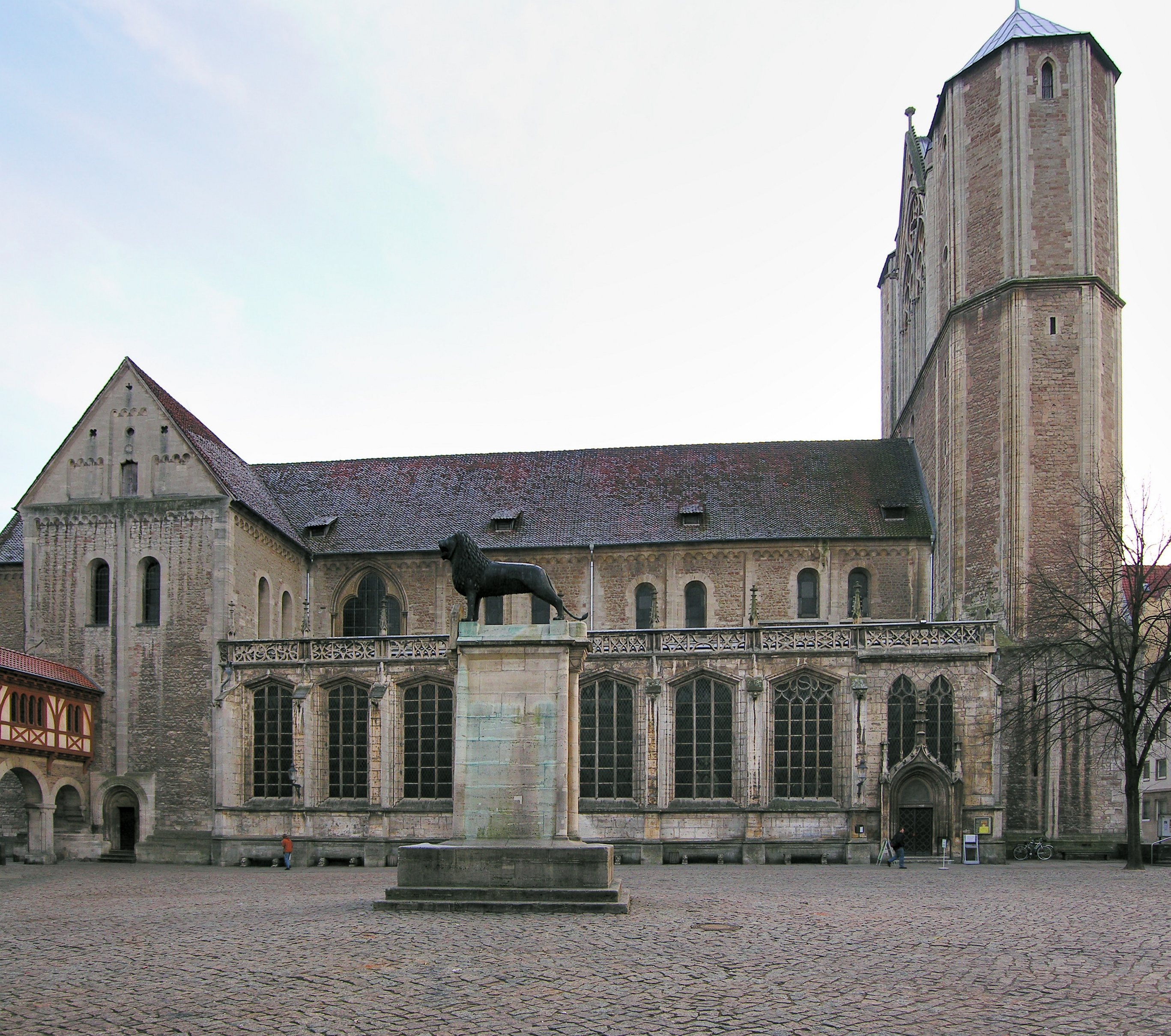
不伦瑞克大教堂

52°15′51″N 10°31′27″E / 52.26417°N 10.52417°E
不伦瑞克大教堂（德語：Dom St. Blasii）是位於德國城市不伦瑞克的一座信義宗教堂。不伦瑞克大教堂修建於1173年至1195年期間。

## 外部連結
- Official site of Brunswick Cathedral (in English)